# Marsupialiformes
Marsupialiformes zijn een clade van zoogdieren waartoe de buideldieren en alle uitgestorven vormen die nauwer verwant zijn aan de buideldieren dan aan de Deltatheroida behoren.

## Ontwikkeling
De Marsupialiformes verschenen rond 100 miljoen jaar geleden, in het Laat-Krijt. Ze ontwikkelden zich vermoedelijk in oostelijk Azië. De groep was aan het einde van het Krijt, in het Maastrichtien, met name algemeen en divers in Noord-Amerika met onder meer de Alphadontidae,  Stagodontidae, Herpetotheriidae, Glasbiidae en Pediomyidae. De buideldieren ontwikkelden zich waarschijnlijk in het Laat-Krijt, maar zijn mogelijk pas in het vroegste Paleoceen ontstaan. Peradectes uit de Peradectidae geldt als het oudst bekende zekere buideldier en leefde in het Vroeg-Paleoceen in Noord-Amerika. De grens tussen een buideldierachtige en een daadwerkelijk buideldier is voor als fossiel bekende soorten vaak lastig vanwege het beperkte materiaal, vaak slechts tanden. 
Rond de K-T-grens bereikten de buideldierachtigen vanuit Noord-Amerika Zuid-Amerika, waarna ze zich over de restanten van het supercontinent Gondwana naar Australië verspreidden. Doordat Zuid-Amerika en Australië gedurende grote delen van het Kenozoïcum geïsoleerd lagen, konden de buideldierachtigen op deze continenten tot bloei komen door beperkte concurrentie van de placentadieren. In Zuid-Amerika waren de opossums en Sparassodonta de groepen buideldierachtigen met de grootste diversiteit. De sparassodonten waren de voornaamste Zuid-Amerikaanse roofzoogdieren tijdens het Tertiair.
Op de noordelijke continenten stierven diverse groepen buideldierachtigen samen met onder meer de dinosauriërs uit aan het einde van het Krijt. De Herpetotheriidae en Peradectidae overleefden tot in het Tertiair en vanuit Noord-Amerika migreerden ze naar de Oude Wereld met fossiele vondsten in Europa, noordelijk Afrika en Azië. In de Oude Wereld leefden deze groepen samen met basale buideldierachtigen zoals Anatoliadelphys. Op de noordelijke continenten stierven de buideldierachtigen in het Midden-Mioceen uit, totdat de opossums tijdens de Great American Biotic Interchange vanuit Zuid-Amerika noordwaarts migreerden.